# Eloria nigella
Eloria nigella är en fjärilsart som beskrevs av Paul Dognin 1923. Eloria nigella ingår i släktet Eloria och familjen tofsspinnare. Inga underarter finns listade i Catalogue of Life.